# コンラート2世 (オセール伯)

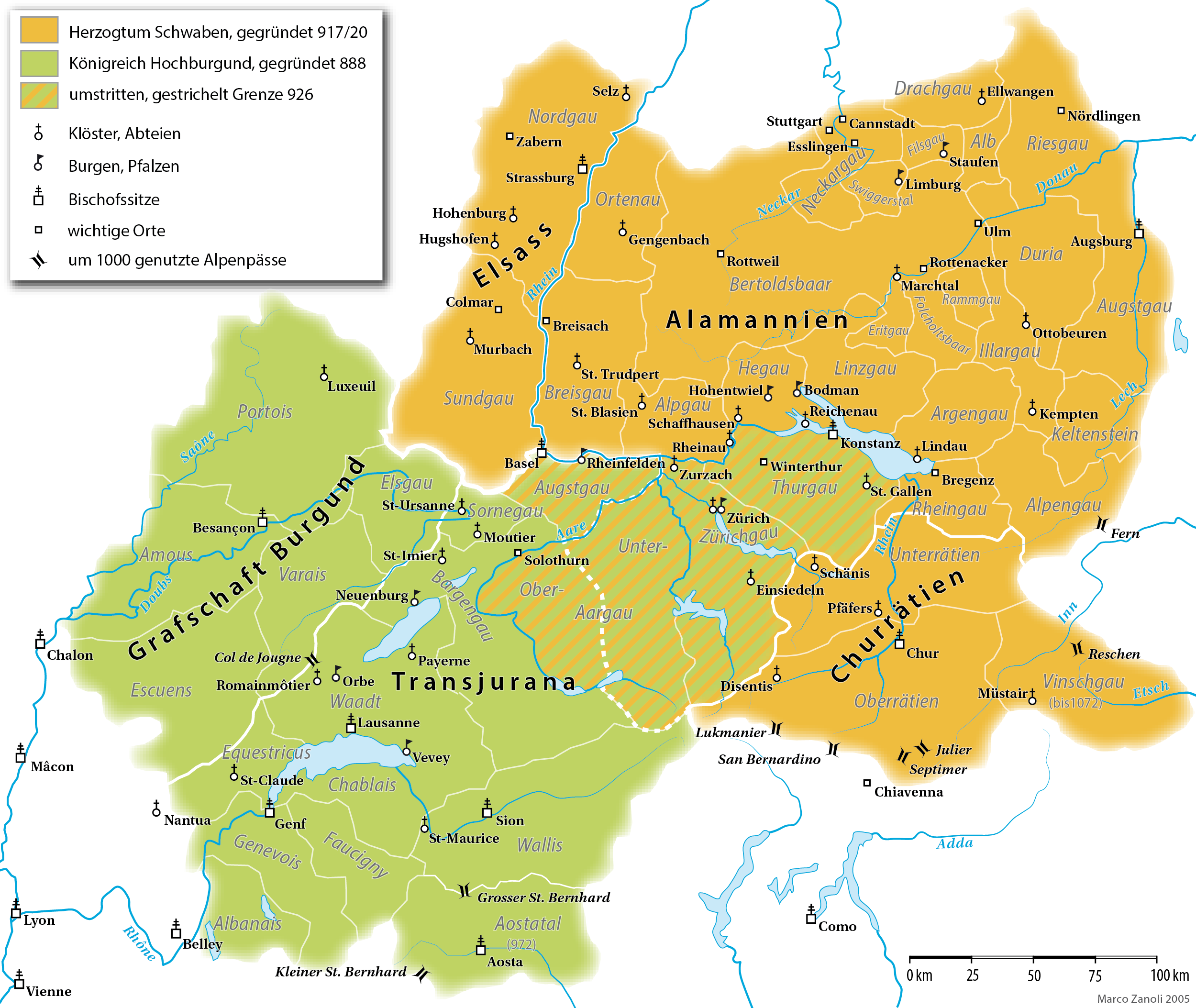
上ブルグント（緑）、およびアルゲンガウ伯領とリンツガウ伯領を含むアレマニア（橙）（1000年頃）

コンラート2世（Konrad II, 835年ごろ - 876年ごろ）は、カロリング帝国の有力貴族。オセール伯（在位：858年 - 864年）、高ブルグント領主（在位：864年 - 876年ごろ）。コンラート1世とアデライード・ド・トゥールの息子でサン＝ジェルマン修道院長ユーグの兄。

## 生涯
コンラート2世の父コンラート1世は当初、アレマニア地方に複数の伯領を所有しており、特にコンスタンツ湖北岸のアルゲンガウ伯とリンツガウ伯が有名であった。858年、コンラートの一族は上級領主であった東フランク王ルートヴィヒ2世を捨て、父コンラート1世の甥である西フランク王シャルル2世に寝返った。西フランク王シャルル2世はコンラート1世らに報奨を与え、コンラート1世はパリ伯、コンラート2世はオセール伯となった。同時に、東フランク王ルートヴィヒ2世はアレマニアとバイエルン地方におけるコンラート1世らの領地を没収した。
コンラート2世はその後、大叔父オトカリウスの旧ブルグント領地を回復し、864年頃、有力領主である高ブルグントのフクベルトを破り、その後もロドヴィコ2世の庇護の下でその地域を統治し続けた。

## 結婚と子女
コンラート2世はヴァルドラーダと結婚し、間に以下の子女をもうけた。
- ルドルフ1世（859年頃 - 912年） - 高ブルグント領主、888年に高ブルグント王となった[7]。
- アーデルハイト（865/70年 - 928/9年） - ブルゴーニュ公リシャールと結婚して子孫を残した。

コンラート2世がユーディト・フォン・フリウリ（ウンルオッホ家）とも結婚していたともされているが、これを裏付ける資料はない。